# استشارات وادي رم
تعد الاستشارات الخاصة بمزارع وادي رم العضوية إحدى أمثلة تخضير الصحراء. وقد بدأت الاستشارات عام 2010 وتمركزت في الوادي المعروف تاريخياً باسم وادي رم الواقع جنوبي الأردن. وإثر قيام الخبيرالزراعي جوف لاوتن بفحص هذا الوادي، تأسس به نظام زراعي مستدام، حيث حقق هذا البرنامج نجاحاً وذلك يرجع في المقام الأول إلى تحقيق مبادئ التصميمات الهيدرولوجية والزراعية المعمرة. وتم توثيق نتائج تلك الاستشارات عن طريق الصور بالإضافة إلى الكثير من أشرطة الفيديو.

## انظر ايضا
- مشروع البيضاء
- مشروع غابة الصحراء